# Emiliano Lauzi
Emiliano Lauzi (Milano, 20 settembre 1994) è uno snowboarder italiano, specializzato nello slopestyle e nel big air.

## Biografia
E' allenato da Filippo Kratter.
Vanta tre partecipazioni ai mondiali: Sierra Nevada 2017 e Deer Valley - Park City 2019 in cui si è classificato 29° nello slopestyle e Aspen 2021 dove ha ottenuto il 26° nello slopestyle e il 6° nel big air.
Ha rappresentato l'Italia ai Giochi olimpici invernali di Pechino 2022, raggiungendo la 5ª posizione nello slopestyle e il 22º posto nel big air.